# (4179) Таутатис
(4179) Таутатис (Toutatis) — сближающийся с Землёй астероид из группы Аполлона, орбита которого находится в резонансах 3:1 с Юпитером и 1:4 с Землёй.
Из-за малого наклонения его орбиты (0,47°) и малого периода обращения (около 4 лет) Таутатис часто сближается с Землёй, причём минимально возможное на данный момент расстояние сближения (MOID с Землёй) составляет 0,006 а.е. (в 2,3 раза больше расстояния до Луны). Сближение 29 сентября 2004 года было особенно сильным, когда астероид прошёл на расстоянии в 0,0104 а.е. от Земли (4 радиуса лунной орбиты), дав хорошую возможность для наблюдений — максимальный блеск астероида составил 8,9 звёздной величины.
Вращение Таутатиса состоит из двух различных периодических движений, вследствие чего кажется хаотическим; если находиться на поверхности астероида, то будет казаться, что Солнце всходит и заходит за горизонт в случайных местах и в случайное время.
Таутатис был впервые обнаружен 10 февраля 1934 года и впоследствии потерян. Тогда ему дали обозначение 1934 CT. Астероид оставался потерянным на протяжении нескольких десятилетий, пока его не переоткрыл 4 января 1989 года Кристиан Полля. Астероид был назван в честь кельтского бога Тевтата.
Радиолокация Таутатиса с помощью радиотелескопов в Евпатории и Эффельсберге, проведённая в 1992 году под руководством А. Л. Зайцева, была первой вне США радиолокацией малой планеты.
Радарные исследования показали, что Таутатис имеет неправильную форму и состоит из двух «долей» размерами 4,6 км и 2,4 км соответственно. Существует предположение, что Таутатис сформировался из двух отдельных тел, которые в какой-то момент «слились», в результате чего астероид можно сравнить с «грудой камней».

## Двойной резонанс и хаотическое поведение

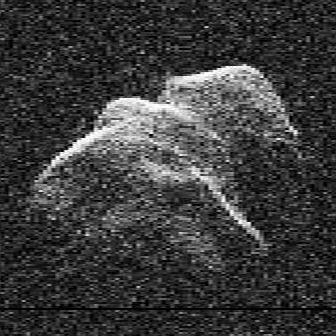
Изображение Таутатиса, полученное с помощью радарного зондирования

Таутатис находится в резонансе 3:1 с Юпитером и 1:4 с Землёй. В итоге гравитационные возмущения ведут к хаотическому поведению орбиты Таутатиса, из-за чего на данный момент нельзя предсказывать изменения его орбиты более чем на 50 лет вперёд.

## Возможность столкновения с Землёй

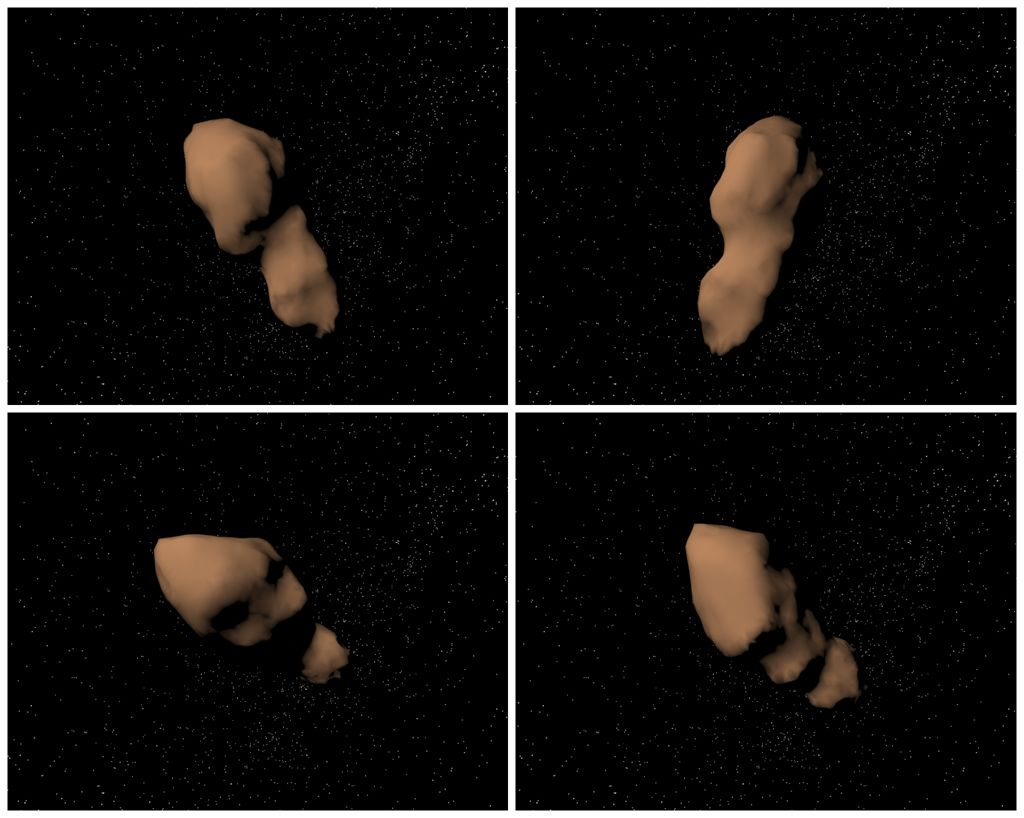
Трёхмерная модель Таутатиса

Сближение с Землёй в 2004 году было достаточно сильным, чтобы некоторые СМИ подняли вопрос о возможности столкновения. Однако вероятность столкновения астероида с Землёй крайне мала.
Существует возможность выброса Таутатиса за пределы Солнечной системы через несколько десятков или сотен лет из-за гравитационных взаимодействий с планетами.

## Изучение космическими аппаратами
Китайский лунный зонд «Чанъэ-2», помещённый после выполнения основной программы в точку Лагранжа L2 системы Земля-Луна, был перенаправлен 15 апреля 2012 года на изучение астероида (4179) Таутатис.
13 декабря 2012 года «Чанъэ-2» совершил пролёт мимо астероида (4179) Таутатис. В 08:30:09 UTC (12:30:09 мск) космический аппарат и небесное тело разделяли 3,2 километра. Получены снимки поверхности астероида с разрешением 10 метров.

## В культуре
Астероиду посвящено сочинение для симфонического оркестра финского композитора Кайи Саариахо «Астероид (4179) Таутатис» (англ. «Asteroid 4179: Toutatis», 2005 год).